# 松岡圭祐
松岡 圭祐（まつおか けいすけ、1968年12月3日 - ）は、日本の作家。愛知県出身。

## 略歴
『万能鑑定士Q』『探偵の探偵』『ミッキーマウスの憂鬱』『千里眼』『催眠』他で知られる。
1997年10月に、小説デビュー作『催眠』を発表。ミリオンセラーになったこの作品はシリーズ化されることになった。同シリーズは、カウンセラーとタレント催眠術師の対立から催眠現象の実体を浮き彫りにする内容で、これ以前の松岡圭祐の知見を小説の形で描いたものである（後述）。
1999年5月に、小説『千里眼』を発表。『催眠』と同様にシリーズ化され、累計628万部を超える人気作になった。元航空自衛官で臨床心理士の岬美由紀というヒロインが登場するシリーズで、北朝鮮の工作船や同時多発テロ・イラク戦争など、国際的時事問題を盛り込んで、それを松岡流の料理の仕方で見せるのが特徴である。
1999年『催眠』が東宝により映画化、翌2000年TBS日曜劇場にてドラマ化。同年『千里眼』が東映により映画化、2007年『蒼い瞳とニュアージュ』ドラマ化。
『マジシャン』は手品業界の裏側の生々しい描写とメディア批判を特徴としたシリーズである。2018年、『マジシャン』と続編『イリュージョン』の海外映画化が発表。
『ミッキーマウスの憂鬱』は東京ディズニーランドのバックステージを描く架空の青春小説で、2009年以降新潮文庫の100冊に選出。2019年6月末現在で27刷を数える。第31回NHK杯全国中学校放送コンテスト朗読部門課題作に選出された。
2010年からは『万能鑑定士Ｑの事件簿』に始まるQシリーズが開始、ヒロイン版コージー・ミステリーの先駆的作品として一年で200万部を超えるヒットとなる。2014年東宝により映画化。『ヤングエース』でコミック版連載。姉妹編『特等添乗員αの難事件』も『月刊Asuka』でコミック版連載。
2014年11月からは講談社文庫で『探偵の探偵』シリーズを開始。2015年7月よりフジテレビ系木曜10時『木曜劇場』枠でドラマ化。『週刊ヤングマガジン』でコミック版連載。
作品の入試問題への採用も多く、『万能鑑定士Qの事件簿I』が平成27年度金沢工業大学前期入試問題の国語長文読解に、『ミッキーマウスの憂鬱』が平成27年度和歌山信愛高等学校入試、平成26年度国府台女子学院高等部前期入試、札幌聖心女子学院中学校、平成24年度古川学園高校入試、平成22年度西南学院高等学校、豊島岡女子学園中学校の入試、令和4年度松尾学園弘学館高等学校入学者選抜試験における国語長文読解、令和5年度加茂暁星高等学校入学考査問題における国語長文読解、平成20年度の東大寺学園高校入試における英語、令和7年度城西大学附属城西高等学校入試における国語に、『ジェームズ・ボンドは来ない』が令和2年度札幌聖心女子学院高等学校入試における国語長文読解にて採用されている。
近年は歴史小説『黄砂の籠城』『八月十五日に吹く風』『生きている理由』などを著す。義和団の乱を日本側から描いた『黄砂の籠城』には石破茂が、清国側から描いた『黄砂の進撃』には田原総一朗がそれぞれ推薦文を寄稿している。
2019年4月『シャーロック・ホームズ対伊藤博文』アメリカで翻訳版刊行。英題は『Sherlock Holmes: A Scandal in Japan』。NYバーティカル社編集者のヤニ・メンザスは『世界に誇るべき才能』と評する。
2019年5月より角川文庫で『高校事変』シリーズを開始。2020年1月より『ヤングエース』でコミック版連載開始。国内配給大手映画会社が映像化進行中と報じられる。
2021年12月より角川文庫で『écriture 新人作家・杉浦李奈の推論』シリーズ開始。2023年初夏より『ヤングドラゴンエイジ』でコミック版連載開始。

### 記録等
- 1997年『本の雑誌』（本の雑誌社）国内ミステリ4位（北上次郎選出）『催眠』
- 1999年大藪晴彦賞候補『千里眼』
- 2014年ブックウォーカー大賞2014文芸賞受賞[13]『万能鑑定士Q』シリーズ
- ブックリスタ年間ランキング2014小説部門1位[14]『万能鑑定士Qの事件簿』、5位には『万能鑑定士Qの推理劇』
- 『ダ・ヴィンチ』ブック・オブ・ザ・イヤー2015小説ランキング10位[15]『探偵の探偵IV』
- ブックリスタ年間ランキング2015小説部門2位『探偵の探偵』[16]
- ソニーリーダーストア2016年上半期ベストセラー・ミステリー部門ランキング1位『探偵の鑑定』[17]
- 第2回吉川英治文庫賞候補『万能鑑定士Qの事件簿』[18]
- 2017年『週刊新潮』書き下ろし時代小説ベスト3選出『黄砂の籠城』[19]
- 『本の雑誌』2017年度時代小説ベスト10選出『黄砂の籠城』[20]

### 作家以前
作家以前には催眠術師としてテレビ出演し知られた事がある。学術的とされる催眠誘導法の他、欧米でポピュラーなショー用舞台催眠術を学んでいた事で業界から声がかかる。
具体的には90年代の後半に、松岡圭祐が3年の期限つきで芸能事務所と契約していたことによって、催眠術師としてのキャラクターで活動。日本・韓国・台湾等においては、エンターティナー（芸人）としての催眠術師というカテゴリがなく、テレビ等での出演依頼は心理カウンセラーか、メンタルマジック系マジシャンのいずれかに対し行われるが、その一例であり本業ではなかった。『A女E女』（フジテレビ）などに出演していたが、催眠術師として真面目に受け取られるものにしようとしていたわけではなく「TVで催眠術なんて馬鹿らしい」「とことん馬鹿をやって、この手の番組を鼻で笑えるようにしたい」と当時からコメントしていた。また『爆笑問題のススメ』（札幌テレビ制作・日本テレビ系）に出演した際も、催眠が人を意のままに操るというのは幻想で、ショーはその思い込みを利用して見せるものという趣旨の発言をしている。
同時期に上記活動の一環として催眠術に関係する俗学本をいくつか出版。しかしながら、これらの作品の中身は、扇情的な表題や帯のキャッチコピーとは差異があり「催眠誘導は人為的トランス状態への、言葉による誘導にすぎない」「意のままにはならない」「心理的技法にすぎない」という主張に貫かれており、例えや解説が後の小説『催眠』の記述に受け継がれている。

## その他
- 『écriture新人作家・杉浦李奈の推論X 怪談一夜草紙の謎』では、松岡圭祐は実在せず「東映の八手三郎のような共同ペンネーム」で、だから毎月出せて作風も毎回違うという趣旨の事が書かれている[24]が、無論これは作中に限る設定でありユーモアである。
- 文庫化の際には数十ページ単位の加筆や大幅な改稿がなされたり、別シリーズの人物同士を登場させるなどしており、読者を飽きさせない工夫をしている。ハードカバー、文庫化、再文庫化で設定やストーリーが大きく改稿されることも多く複雑だが、09年8月現在、角川文庫刊行作品全てが一連のシリーズ正史とされている。
- イメージキャラクターとして有名俳優を積極的に表紙などに起用する。映像化の機会にカバーをほぼ全面覆う「幅広帯」に俳優の肖像が掲載されるケースは多いが、松岡圭祐作品の場合、映像化とは無関係に2006年4月刊行の小学館文庫版千里眼シリーズ12作目『千里眼 背徳のシンデレラ』に女優の釈由美子を岬美由紀として表紙モデルに登場させた。松岡圭祐の公式サイトで行われたアンケートで岬美由紀に最も近い女優として票を集めたことを反映したものである[注 5]。角川文庫版「蒼い瞳とニュアージュ」シリーズでは、ドラマ版で主人公の一ノ瀬恵梨香を演じた深田恭子の写真が、これも幅広帯でなく正規のカバー表紙になっている。
- 登場人物名の決定に関し、凶悪犯や残酷な目に遭う被害者には、現実には名前に使用できない「常用漢字と人名漢字以外の漢字」を用いたり、外国人の場合でもその国の氏名の法則性に沿わず存在しえない名前を故意に創作する。松岡によれば、同じ名前の読者が不快に思ってしまうのと、外国人の場合も実在の人物などに一致した場合、読書感覚に負の影響が生じるからだと述べている。
- 血液型性格分類に科学的根拠がないと主張している。『ブラッドタイプ』の執筆にあたり、『究極の血液型心理検査』を名乗るウェブサイトを開設。このテストは延べ450万人が利用した。診断後にこのサイトの血液型診断が当たっていたかという問いに対し、9割以上の利用者から「当たっている」という回答を得、多数の雑誌にも掲載された。しかし、事後に松岡は、このサイトは心理診断は行っているものの、血液型の問いに関する分析はプログラム上で全く行っていない（つまり心理診断になんの根拠もない）ことを明らかにした。
- 東映『千里眼』の脚本とキャスティングを担当。東映ビデオ『千里眼 キネシクス・アイ』の製作と監督を担当。
- 小学館版『催眠』『千里眼』旧シリーズに描かれていた、「目の動きで心理を読む」という技術の原理は科学的根拠がないとして2007年刊行の角川版新シリーズで否定。以降の作品では、実在の心理学者ポール・エクマンの表情観察法の原理を用いている。したがって『催眠 完全版』をはじめとする角川刊行作品には、「目の動きで心理を読む」描写はないが、1997年刊行の『催眠』の影響はいまだ強く、木村拓哉主演『MR.BRAIN』などに引用されている。
- 「千里眼」「探偵の探偵」「高校事変」「令和中野学校」は松岡圭祐事務所の登録商標である[25][26][27][28]。

## 著書

### 小説

#### 歴史時代小説
- 黄砂の籠城（2017年4月 講談社文庫）
- 黄砂の進撃（2018年3月 講談社文庫） - 『黄砂の籠城』の義和団側を描く
- 義和団の乱 黄砂の籠城・進撃 総集編（2018年3月 講談社） - 『黄砂の籠城』『黄砂の進撃』を一冊に再編集した単行本
- 八月十五日に吹く風（2017年8月 講談社文庫 / 2017年12月 講談社[注 6] / 2025年7月 角川文庫）
- 生きている理由（2017年10月 講談社文庫）
- ヒトラーの試写室（2017年12月 角川文庫）

#### 社会派小説
- 出身成分（2019年6月 KADOKAWA / 2022年1月 角川文庫）
- ウクライナにいたら戦争が始まった（2022年8月 KADOKAWA / 2024年5月 角川文庫）

#### パスティーシュ
- シャーロック・ホームズ対伊藤博文（2017年6月 講談社文庫 / 2024年6月 角川文庫）
- 続シャーロック・ホームズ対伊藤博文（2024年6月 角川文庫）
- アルセーヌ・ルパン対明智小五郎 黄金仮面の真実（2021年11月 角川文庫）
- タイガー田中（2024年11月 角川文庫）
- 続タイガー田中（2024年12月 角川文庫）

#### 催眠シリーズ
- 催眠 hypnosis（1997年11月 小学館 / 1999年5月 小学館文庫 / 2008年1月 角川文庫）
  - 催眠 特別篇（2000年8月 小学館） - 映画版及びドラマ版との矛盾を解消する為に一部修正された完全改訂版
- 後催眠（2000年10月 小学館 / 2001年11月 小学館文庫 / 2009年12月 角川文庫）
- カウンセラー（2003年12月 小学館 / 2005年3月 小学館文庫 / 2008年7月 角川文庫）

#### 千里眼シリーズ

##### クラシックシリーズ
角川文庫版は完全版
- 千里眼（1999年6月 小学館 / 2000年4月 小学館文庫 / 2007年9月 角川文庫）
- 千里眼 ミドリの猿（2000年3月 小学館 / 2001年4月 小学館文庫 / 2007年11月 角川文庫）
- 千里眼 運命の暗示（2001年1月 小学館 / 2001年12月 小学館文庫 / 2008年1月 角川文庫）
- 千里眼 洗脳試験（2001年4月 小学館 / 2002年1月 小学館文庫）
- 千里眼の復讐（2008年6月 角川文庫）[注 7]
- 千里眼 千里眼の瞳（2001年12月 徳間書店 / 2008年11月 角川文庫）
  - 千里眼 メフィストの逆襲（2002年7月 小学館文庫） - 『千里眼の瞳』の前半部分
  - 千里眼 岬美由紀（2002年7月 小学館文庫） - 『千里眼の瞳』の後半部分に大幅加筆
- 千里眼のマジシャン（2003年3月 小学館）
  - 【改題】千里眼 マジシャンの少女（2004年4月 小学館文庫 / 2008年11月 角川文庫）
- 千里眼の死角（2003年11月 小学館 / 2004年8月 小学館文庫 / 2008年12月 角川文庫）
- ヘーメラーの千里眼（2004年8月 小学館 / 2005年4月 小学館文庫 / 2008年12月 角川文庫）
- 千里眼 トランス・オブ・ウォー（2004年11月 小学館 / 2005年8月 小学館文庫 / 2009年1月 角川文庫）
- 千里眼とニュアージュ（2005年12月 小学館文庫 / 2009年2月 角川文庫）
- 千里眼 背徳のシンデレラ（2006年5月 小学館文庫 / 2009年5月 角川文庫）
- ブラッドタイプ（2006年6月 徳間書店） - 催眠シリーズの嵯峨敏也も登場する
  - 【改題】千里眼 ブラッドタイプ（2009年5月 角川文庫）

##### 千里眼 新シリーズ
- 千里眼 The Start（2007年1月 角川文庫）
- 千里眼 ファントム・クォーター（2007年1月 角川文庫）
- 千里眼の水晶体（2007年1月 角川文庫）
- 千里眼 ミッドタウンタワーの迷宮（2007年3月 角川文庫）
- 千里眼の教室（2007年5月 角川文庫）
- 千里眼 堕天使のメモリー（2007年7月 角川文庫）
- 千里眼 美由紀の正体（2007年9月 角川文庫）
- 千里眼 シンガポール・フライヤー（2008年3月 角川文庫）
- 千里眼 優しい悪魔（2008年9月 角川文庫）
- 千里眼 キネシクス・アイ（2009年3月 角川書店 / 2009年10月 角川文庫）[29]

##### 令和千里眼シリーズ
- 千里眼の復活（2021年4月 角川文庫）
- 千里眼 ノン＝クオリアの終焉（2021年7月 角川文庫）[注 8]

#### マジシャンシリーズ
- マジシャン（2002年10月 小学館 / 2003年6月 小学館文庫 / 2008年1月 角川文庫 / 2018年9月 角川文庫） - 08年発売は「完全版」、18年発売は「最終版」でいずれも内容を大幅改稿
- イリュージョン（2003年10月 小学館 / 2004年10月 小学館文庫 / 2018年9月 角川文庫） - 04年発売は「マジシャン第2幕」のサブタイトル有、18年発売は「最終版」で内容を大幅改稿
- フィナーレ マジシャン最終章（2025年2月 角川文庫）

#### 蒼い瞳とニュアージュシリーズ
- 蒼い瞳とニュアージュ（2003年9月 小学館 / 2004年6月 小学館文庫 / 2007年9月 角川文庫）
- 蒼い瞳とニュアージュII 千里眼の記憶（2007年11月 角川文庫） - 『蒼い瞳とニュアージュ』と『千里眼とニュアージュ』の中間の時期を埋める作品

#### Qシリーズ
- 万能鑑定士Q（2010年4月 角川書店） - 文庫シリーズのIとIIを四六版単行本に収録した限定本
- 万能鑑定士Qの事件簿 0（2020年7月 角川文庫）
- 万能鑑定士Qの事件簿 I（2010年4月 角川文庫）
- 万能鑑定士Qの事件簿 II（2010年4月 角川文庫）
- 万能鑑定士Qの事件簿 III（2010年5月 角川文庫）
- 万能鑑定士Qの事件簿 IV（2010年6月 角川文庫）
- 万能鑑定士Qの事件簿 V（2010年8月 角川文庫）
- 万能鑑定士Qの事件簿 VI（2010年10月 角川文庫）
- 万能鑑定士Qの事件簿 VII（2010年12月 角川文庫）
- 万能鑑定士Qの事件簿 VIII（2011年2月 角川文庫）
- 万能鑑定士Qの事件簿 IX（2011年4月 角川文庫）
- 万能鑑定士Qの事件簿 X（2011年6月 角川文庫）
- 万能鑑定士Qの事件簿 XI（2011年8月 角川文庫）
- 万能鑑定士Qの事件簿 XII（2011年10月 角川文庫）
- 万能鑑定士Qの推理劇 I（2011年12月 角川文庫）
- 万能鑑定士Qの推理劇 II（2012年4月 角川文庫）
- 万能鑑定士Qの推理劇 III（2013年4月 角川文庫）
- 万能鑑定士Qの推理劇 IV（2013年8月 角川文庫）
- 万能鑑定士Qの短編集 I（2012年10月 角川文庫）
- 万能鑑定士Qの短編集 II（2012年12月 角川文庫）
- 万能鑑定士Qの探偵譚（2013年11月 角川文庫）
- 万能鑑定士Qの謎解き（2014年5月 角川文庫）
- 万能鑑定士Qの最終巻 ムンクの<叫び>（2016年8月 講談社文庫）

#### αシリーズ
- 特等添乗員αの難事件I（2012年2月 角川文庫）
- 特等添乗員αの難事件II（2012年6月 角川文庫）
- 特等添乗員αの難事件III（2013年2月 角川文庫）
- 特等添乗員αの難事件IV（2013年6月 角川文庫）
- 特等添乗員αの難事件V（2014年2月 角川文庫）
- 特等添乗員αの難事件VI（2021年2月 角川文庫）

#### 探偵の探偵シリーズ
- 探偵の探偵（2014年11月 講談社） - 文庫シリーズのIに加えII冒頭をハードカバー単行本に収録した、著者直筆サイン入り限定本
- 探偵の探偵（2014年11月 講談社文庫）
- 探偵の探偵II（2014年12月 講談社文庫）
- 探偵の探偵III（2015年3月 講談社文庫）
- 探偵の探偵IV（2015年7月 講談社文庫）
- 探偵の探偵 桐嶋颯太の鍵（2022年11月 角川文庫）

##### 探偵の鑑定シリーズ
- 探偵の鑑定I（2016年3月 講談社文庫） - 『探偵の探偵』紗崎玲奈と『万能鑑定士Q』凜田莉子が登場
- 探偵の鑑定II（2016年4月 講談社文庫）

#### 水鏡推理シリーズ
- 水鏡推理（2015年10月 講談社 / 2015年10月 講談社文庫[注 9] / 2025年5月 角川文庫）
- 水鏡推理II インパクトファクター（2016年2月 講談社 / 2016年2月 講談社文庫[注 10] / 2025年6月 角川文庫）
- パレイドリア・フェイス 水鏡推理（2016年6月 講談社）[注 11]
- 水鏡推理III パレイドリア・フェイス（2016年6月 講談社文庫 / 2025年6月 角川文庫）
- アノマリー 水鏡推理（2016年10月 講談社）[注 12]
- 水鏡推理IV アノマリー（2016年10月 講談社文庫 / 2025年7月 角川文庫）
- 水鏡推理V ニュークリアフュージョン（2016年12月 講談社文庫）
- 水鏡推理VI クロノスタシス（2017年2月 講談社文庫）
- 水鏡推理VII ソヴリン・メディスン（2025年5月 角川文庫）[注 13]

#### グアムの探偵シリーズ
- グアムの探偵（2018年10月 角川文庫）
- グアムの探偵2（2018年11月 角川文庫）
- グアムの探偵3（2019年1月 角川文庫）

#### 高校事変シリーズ
- 高校事変（2019年5月 角川文庫）
- 高校事変II（2019年7月 角川文庫）
- 高校事変III（2019年9月 角川文庫）
- 高校事変IV（2019年11月 角川文庫）
- 高校事変V（2020年1月 角川文庫）
- 高校事変VI（2020年3月 角川文庫）
- 高校事変VII（2020年5月 角川文庫）
- 高校事変VIII（2020年8月 角川文庫）
- 高校事変IX（2020年10月 角川文庫）
- 高校事変X（2021年3月 角川文庫）
- 高校事変XI（2021年9月 角川文庫）
- 高校事変XII（2022年3月 角川文庫）
- 高校事変13（2023年3月 角川文庫）[注 14]
- 高校事変14（2023年5月 角川文庫）
- 高校事変15（2023年6月 角川文庫）
- 高校事変16（2023年7月 角川文庫）
- 高校事変17（2023年11月 角川文庫）
- 高校事変18（2024年3月 角川文庫）
- 高校事変19（2024年4月 角川文庫）
- 高校事変20（2024年7月 角川文庫）
- 高校事変21（2024年8月 角川文庫）
- 高校事変22（2024年9月 角川文庫）
- 優莉凜香 高校事変 劃篇（2022年10月 角川文庫）
- 優莉結衣 高校事変 劃篇（2023年1月 角川文庫）
- 伊桜里 高校事変 劃篇（2023年9月 角川文庫）
- 優莉匡太 高校事変 劃篇（2025年1月 角川文庫）

#### écriture 新人作家・杉浦李奈の推論シリーズ
- écriture 新人作家・杉浦李奈の推論（2021年10月 角川文庫）
- écriture 新人作家・杉浦李奈の推論II（2021年12月 角川文庫）
- écriture 新人作家・杉浦李奈の推論III クローズド・サークル（2022年2月 角川文庫）
- écriture 新人作家・杉浦李奈の推論IV シンデレラはどこに（2022年4月 角川文庫）
- écriture 新人作家・杉浦李奈の推論V 信頼できない語り手（2022年6月 角川文庫）
- écriture 新人作家・杉浦李奈の推論VI 見立て殺人は芥川（2022年8月 角川文庫）
- écriture 新人作家・杉浦李奈の推論VII レッド・ヘリング（2022年12月 角川文庫）
- écriture 新人作家・杉浦李奈の推論VIII 太宰治にグッド・バイ（2023年2月 角川文庫）
- écriture 新人作家・杉浦李奈の推論IX 人の死なないミステリ（2023年8月 角川文庫）
- écriture 新人作家・杉浦李奈の推論X 怪談一夜草紙の謎（2023年10月 角川文庫）
- écriture 新人作家・杉浦李奈の推論XI 誰が書いたかシャーロック（2024年1月 角川文庫）

#### JKシリーズ
- JK（2022年5月 角川文庫）
- JK II（2022年9月 角川文庫）
- JK III（2023年12月 角川文庫）
- JK IV（2024年10月 角川文庫）

#### ミッキーマウスの憂鬱シリーズ
- ミッキーマウスの憂鬱（2005年3月 新潮社 / 2008年9月 新潮文庫）
- ミッキーマウスの憂鬱ふたたび（2021年9月 新潮文庫）

#### 瑕疵借りシリーズ
- 瑕疵借り（2018年5月 講談社 / 講談社文庫）[注 15]
- 瑕疵借り ――奇妙な戸建て――（2024年2月 角川文庫）

#### ルポ小説・ノンフィクション
- ジェームズ・ボンドは来ない（2014年3月 角川書店 / 2015年11月 角川文庫） - 香川県の直島に取材した実話に基づく。文庫版には写真を多数掲載

#### ノベライゼーション
- 人造人間キカイダー The Novel（2013年7月 角川文庫） - 石ノ森章太郎原作『人造人間キカイダー』に基づく

#### その他
- 水の通う回路（1998年11月 幻冬舎 / 2009年9月 角川文庫）
  - 【加筆改題】バグ（2001年8月 徳間文庫）
  - 【改訂改題】バリア・セグメント 水の通う回路 完全版（2006年9月 小学館文庫）
- 煙（2000年3月 徳間書店）
  - 【改題】伏魔殿（2001年12月 徳間文庫） - リライトされ結末が大きく異なる
  - 【改題】被疑者04の神託（2009年8月 角川文庫）
- ソウルで逢えたら（2005年6月 徳間書店）
  - 【改題】天使の守護のアリエッタ（2006年8月 徳間文庫）
- 霊柩車No.4（2006年10月 角川文庫） - 「ブログの女王」で著者がメディア化で選んだブログの小説化
- 令和中野学校（2025年4月 角川文庫）

### 小説関連本
- 小説家になって億を稼ごう（2021年3月 新潮新書）

### 小説以外
- 催眠術バイブル - 他人を操る驚異のテクニック（1995年 にちぶん文庫 ISBN 9784537061482）
- 松岡圭祐の催眠絵本 ダイエット - 眺めるだけで、やせる!（1996年 同文書院 ISBN 9784810331172）
- 自己催眠マニュアル - 思い通りの自分になれる（1996年 KKロングセラーズ ISBN 9784845405138）
- 聞くだけでやせる! 松岡圭祐のダイエット催眠術CDブック（1996年 BABジャパン ISBN 9784894222335）
- テレビもゲームも催眠術 - なぜ人はハマるのか?（1996年 ジャパンミックス ISBN 9784883212996）[注 16]
- 「超」心理バイブル - 相手を自由自在に操る法（1996年 にちぶん文庫 ISBN 9784537065336）
- 見るだけで暗記力がアップする 催眠記憶術 - ゴロ合わせはもういらない（1996年 経済界 ISBN 9784766703085）
- 松岡圭祐の催眠絵本・禁煙セオリー - 眺めるだけで、100%タバコがやめられる!（1997年 同文書院 ISBN 9784810331288）
- 自己催眠トレーニング（1997年 成美文庫 ISBN 9784415064642）
- 催眠速読術 - 見るだけで読書力がアップする 潜在“脳”力が目覚める本（1997年 経済界 ISBN 9784766703221）
- 頭が良くなる催眠絵本 - 記憶力・速読力・読解力…（1997年 PHP研究所 ISBN 9784569558172）
- 読むだけでやせる - 驚異の催眠ダイエット（1998年 ベストセラーズ ISBN 9784584010389）
- 松岡圭祐の『千里眼』『催眠』研究（2000年 徳間書店 ISBN 9784198611781） - 映画版の千里眼や催眠についてのエッセイ

## 映像化作品
催眠（映画）
出演・稲垣吾郎、菅野美穂。1999年邦画実写興行収入第2位。
催眠（テレビドラマ）
出演・稲垣吾郎、瀬戸朝香、矢田亜希子。TBS「日曜劇場」枠。
千里眼（映画）
出演・黒木瞳、水野美紀、大島優子。
蒼い瞳とニュアージュ（テレビドラマ）
出演・深田恭子。WOWOW「ドラマW」枠。
千里眼キネシクス・アイ（DVD）
監督・松岡圭祐。
万能鑑定士Q -モナ・リザの瞳-（映画）
出演・綾瀬はるか、松坂桃李。監督・佐藤信介。
探偵の探偵（テレビドラマ）
出演・北川景子、川口春奈、ディーン・フジオカ。フジテレビ系「木曜劇場」枠。

## 漫画化作品
万能鑑定士Qの事件簿
『ヤングエース』2013年2月号（2012年12月28日発売）から2017年3月号（2017年2月3日発売）まで連載、カドカワコミックス・エース全10巻 角川文庫でも刊行(2023年4月 力士シール篇)
特等添乗員αの難事件
『月刊Asuka』2014年4月号（同年2月24日発売）より2015年4月号（同年2月24日発売）まで連載、あすかコミックスDX全3巻
探偵の探偵
『週刊ヤングマガジン』2016年24号（同年5月16日発売）から2017年25号（同年5月22日発売）まで連載、ヤンマガKCスペシャル全2巻
高校事変
『ヤングエース』2020年2月号（2020年1月4日発売）より2023年1月号（2022年12月2日発売）まで連載、カドカワコミックス・エース全5巻（第1部）
écriture 新人作家・杉浦李奈の推論
『ヤングドラゴンエイジ』Vol.17（2023年7月号増刊、2023年6月26日発売）よりVo.26（2025年1月号増刊、2024年12月26日発売）まで連載、ドラゴンコミックスエイジ既刊2巻